# László Andor

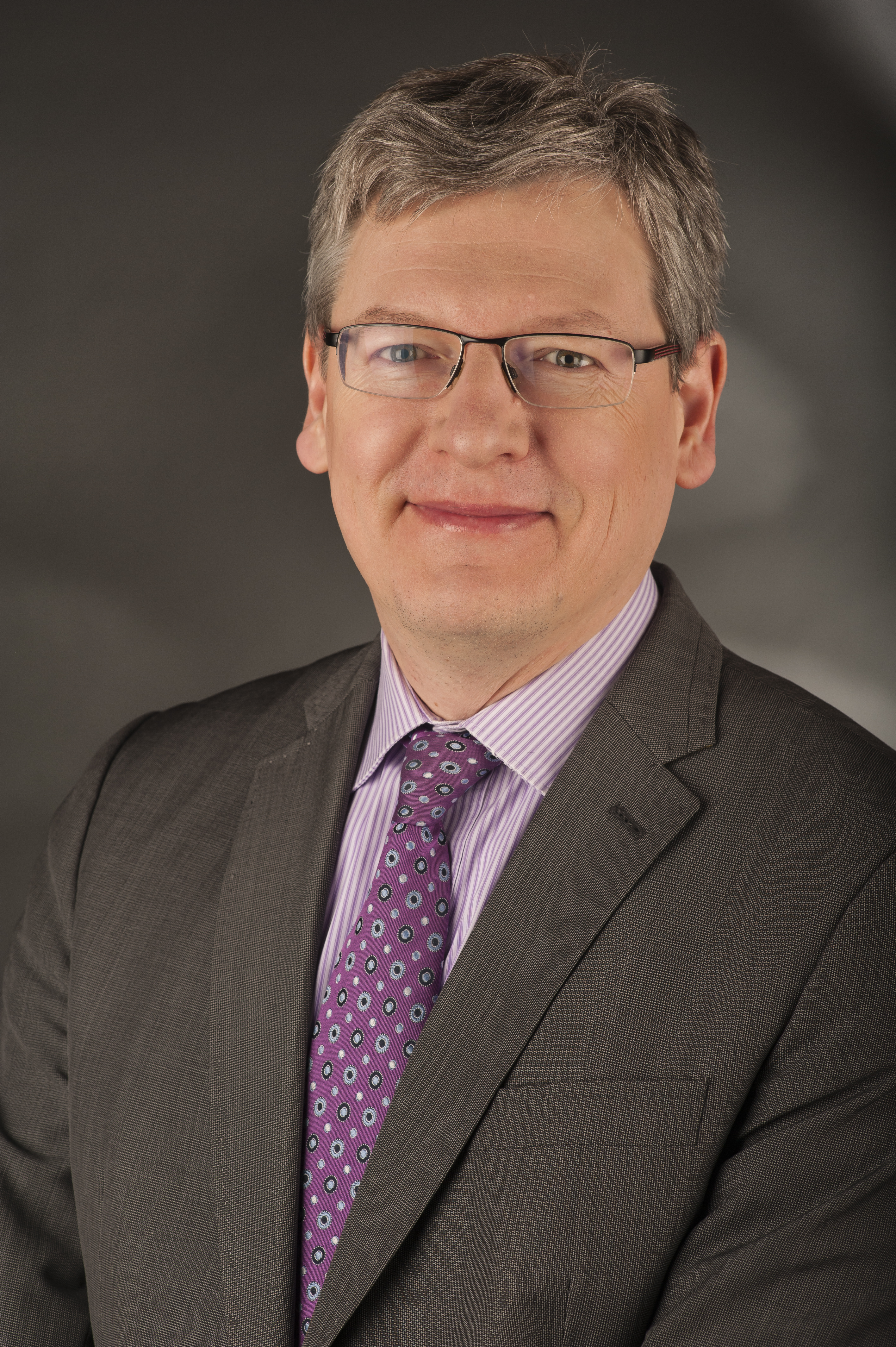
László Andor

László Andor (Zalaegerszeg, 3 juni 1966) is een Hongaars politicus van de Hongaarse Socialistische Partij (MSZP).

## Biografie
Andor studeerde in Oslo en Londen en verbleef als Magyar Fellow van 2001 tot 2002 een tijd aan het Netherlands Institute for Advanced Study in Wassenaar.

### Europees commissaris
In 2009 werd Andor door zijn land voorgedragen om László Kovács op te volgen als Europees commissaris. Vervolgens zetelde hij van 2010 tot 2014 in de commissie-Barroso II als Eurocommissaris voor Werkgelegenheid en Sociale Zaken. In november 2014 volgde Tibor Navracsics hem op als Hongaars Eurocommissaris, terwijl zijn portefeuille werd overgenomen door Marianne Thyssen.
Joaquín Almunia · László Andor · Catherine Ashton · Michel Barnier · José Manuel Barroso · Tonio Borg (vanaf 28 november 2012) · Dacian Cioloş · John Dalli (tot 16 oktober 2012)  · María Damanáki · Jacek Dominik (sinds 16 juli 2014) · Štefan Füle · Karel De Gucht  · Máire Geoghegan-Quinn · Kristalina Georgieva · Johannes Hahn · Connie Hedegaard · Siim Kallas · Jyrki Katainen (sinds 16 juli 2014) · Neelie Kroes · Janusz Lewandowski (tot 1 juli 2014) · Cecilia Malmström · Neven Mimica · Ferdinando Nelli Feroci (sinds 16 juli 2014) · Günther Oettinger · Andris Piebalgs · Janez Potočnik · Viviane Reding (tot 1 juli 2014) · Olli Rehn (tot 1 juli 2014) · Martine Reicherts (sinds 16 juli 2014) · Maroš Šefčovič · Algirdas Šemeta · Antonio Tajani (tot 1 juli 2014) · Androulla Vassiliou